# Asterina nyanzae
Asterina nyanzae är en svampart som beskrevs av Hansf. 1938. Asterina nyanzae ingår i släktet Asterina och familjen Asterinaceae.   Inga underarter finns listade i Catalogue of Life.